# Christopher Hill
John Edward Christopher Hill (York, Inglaterra; 6 de febrero de 1912 – 23 de febrero de 2003) fue un prominente historiador británico, de tendencia marxista. De 1965 a 1978 fue Master del Balliol College, Oxford.

## Biografía

### Niñez y juventud
Christopher Hill nació el 6 de febrero de 1912 en Bishopthorpe Road, York, hijo de Edward Harold Hill y Janet Augusta (née Dickinson). Su padre era abogado y la familia era devotamente metodista. Asistió a la St Peter's School, York, A los 16 años, se presentó al examen de ingreso en el Balliol College, Oxford. Los dos tutores de historia que corrigieron sus trabajos reconocieron su capacidad y le ofrecieron una plaza para adelantarse a cualquier posibilidad de que fuera a la Universidad de Cambridge. En 1931 Hill pasó unas largas vacaciones en Freiburg, Alemania, donde presenció el ascenso del Partido Nazi, y más tarde afirmó que contribuyó significativamente a la radicalización de su política. En 1932 obtuvo el Premio Lothian y se graduó con grado de honor de primera clase en historia moderna en 1934. Dos años más tarde obtuvo el All Souls Prize Fellowship. Más tarde, en Balliol, Hill se aproximó al marxismo e ingresó en el Partido Comunista y se convirtió en un marxista comprometido. Pasó el año 1935 en la Unión Soviética.
A su vuelta de Moscú, trabajó en Balliol como fellow y tutor de historia moderna.
Hill ha sido acusado de ser espía de la Unión Soviética. Varios académicos, entre ellos Eric Hobsbawm, defendieron a Hill. Además, se dice que en documentos desclasificados del MI5 no se han encontrado pruebas de que fuera un espía.

### Servicio durante la guerra
Tras el estallido de la Segunda Guerra Mundial, se alistó en el Ejército Británico, inicialmente como soldado en la Policía de Seguridad de Campo, la Policía Militar Real. Fue comisionado como subteniente en la Infantería Ligera de Oxfordshire y Buckinghamshire el 2 de noviembre de 1940 con el número de servicio 156590. Por esta época Hill comenzó a publicar sus artículos y reseñas sobre la historia inglesa del siglo XVII, tomando parte en un debate entre historiadores marxistas de 1940. El 19 de octubre de 1941 fue trasladado al Cuerpo de Inteligencia militar del Reino Unido. Estuvo destinado en el Foreign Office desde 1943 hasta el final de la guerra.

### Carrera académica temprana
Tras graduarse, se convirtió en Fellow del All Souls College. En 1935 emprendió un viaje de diez meses a Moscú, Unión Soviética. Allí adquirió fluidez en ruso y estudió la erudición histórica soviética, en particular la relacionada con Gran Bretaña. Tras regresar a Inglaterra en 1936 aceptó un puesto de profesor como profesor adjunto en el University College of South Wales and Monmouthshire de Cardiff. Durante su estancia allí intentó alistarse en las Brigadas Internacionales y luchar en la guerra civil española, pero fue rechazado. En su lugar, se dedicó a ayudar a los euskaldunes refugiados desplazados por la guerra. Tras dos años en Cardiff regresó al Balliol College en 1938 como Fellow y tutor en historia.«Hill, (John Edward) Christopher (1912–2003)»,  (en inglés), Oxford Dictionary of National Biography, doi:10.1093/ref:odnb/89437, consultado el 29 de junio de 2012, (requiere suscripción).</ref>

### Carrera académica posterior y política
Hill regresó a la Universidad de Oxford tras la guerra para continuar su labor académica. En 1946 formó con otros historiadores marxistas el Grupo de Historiadores del Partido Comunista. En 1949 solicitó la cátedra de Historia en la nueva Universidad de Keele, pero fue rechazado por sus afiliación al Partido Comunista. En 1952 ayudó a crear la journal Past and Present.
Hill estaba descontento con la falta de democracia en el Partido Comunista. Sin embargo, permaneció en el partido tras la Invasión soviética de Hungría en 1956. Hill dejó el partido en la primavera de 1957 después de que uno de sus informes al congreso del partido fuera rechazado.
A partir de 1956, la carrera académica de Hill alcanzó nuevas cotas. Sus estudios sobre la historia inglesa del siglo XVII fueron ampliamente reconocidos. Su primer libro académico, Economic Problems of the Church from Archbishop Whitgift to the Long Parliament, apareció en 1956. Después de 1957, la carrera de Hill entró en fase ascendente. En 1965 Hill fue elegido rector del Balliol College. Ocupó el cargo desde 1965 hasta 1978, año en que se jubiló (le sucedió Anthony Kenny). Entre sus alumnos en Balliol se encontraba Brian Manning, que llegó a desarrollar la comprensión de la Revolución Inglesa. En Oxford, Hill fue miembro de la exclusiva Stubbs Society.
Muchos de los estudios más notables de Hill se centraron en la historia inglesa del siglo XVII y fueron ampliamente divulgados y reconocidos. Como muchos de sus libros posteriores, se basó en el estudio de fuentes impresas accesibles en la Biblioteca Bodleiana y en obras secundarias producidas por otros historiadores académicos, más que en la investigación en los archivos supervivientes. Entre sus obras más comentadas se encuentran Economic Problems of the Church (1955), Puritanism And Revolution (1958), Intellectual Origins of the English Revolution (1965 y revisado en 1996), The Century of Revolution (1961), AntiChrist In 17th-century England (1971), The World Turned Upside Down (El mundo trastornado)(1972) y muchas otras.
La mayor parte de la obra de Christopher Hill trata del proceso conocido como Revolución Inglesa, y mantuvo un notable intercambio intelectual con historiadores de tendencia marxista con los que le unían puntos de contacto pero también de divergencia, tanto políticamente como en cuestiones historiográficas y metodológicas en torno al materialismo histórico; como fueron Eric Hobsbawm y Edward Palmer Thompson. También mantuvo debates con autores alejados del marxismo, como Trevor-Roper.
Hill se retiró de Balliol en 1978, cuando aceptó un puesto a tiempo completo durante dos años en la Open University. Siguió dando conferencias en su casa de Sibford Ferris, Oxfordshire.
En sus últimos años de vida, Hill padecía la enfermedad de Alzheimer y necesitaba cuidados constantes. Murió de atrofia cerebral en una residencia de ancianos de Chipping Norton, Oxfordshire, el 23 de febrero de 2003.

## Obras
- The English Revolution, 1640 (1940), (1987 reprint) (On-line text at Marxists.org). >> Traducido bajo el título: La revolución inglesa, 1680, Anagrama, 1978.
- Lenin and the Russian Revolution (1947). >> Tr: La revolución rusa, Ariel, 1990. https://www.planetadelibros.com/libro-la-revolucion-rusa/352457
- Economic Problems of the Church: From Archbishop Whitgift to the Long Parliament (1956).
- Puritanism and Revolution: Studies in Interpretation of the English Revolution of the 17th Century (1958).
- The Century of Revolution, 1603-1714 (1961). >> Traducido bajo el título: El siglo de la revolución, Endymion, 1992. https://books.google.be/books/about/El_siglo_de_la_revoluci%C3%B3n.html?id=YbTgDQAAQBAJ&redir_esc=y
- Society and Puritanism in Pre-Revolutionary England (1964).
- Intellectual Origins of the English Revolution (1965, rev. 1997). >> Traducido bajo el título: Los orígenes intelectuales de la revolución inglesa, Crítica, 1980. https://datos.bne.es/edicion/bimo0000998405.html
- Reformation to Industrial Revolution: A Social and Economic History of Britain, 1530-1780 (1967, rev. 1969). >> Traducido bajo el título:  De la reforma a la revolución industrial, Ariel, 1991. https://books.google.be/books/about/De_la_Reforma_a_la_Revolucion_Industrial.html?id=2VAIPQAACAAJ&redir_esc=y
- God's Englishman: Oliver Cromwell and the English Revolution (1970).
- Antichrist in Seventeenth-Century England (1971, rev. ed. 1990).
- The World Turned Upside Down: Radical Ideas During the English Revolution (1972).. >> Traducido bajo el título: Mundo trastornado: ideario popular extremista en revolución inglesa, Siglo XXI, 1983. https://archive.org/details/380407638-christopher-s-hill-el-mundo-trastornado-el-ideario-popular-extremista-
- Change and Continuity in Seventheenth-Century England (1974, rev. 1991).
- Milton and the English Revolution (1977).
- The Experience of Defeat: Milton and Some Contemporaries (1984).
- The Collected Essays of Christopher Hill (3 vols.)
- Writing and Revolution in 17th Century England (1985).
- Religion and Politics in 17th Century England (1986).
- People and Ideas in 17th Century England (1986).
- A Turbulent, Seditious, and Factious People: John Bunyan and His Church, 1628-1688 (1988).
- A Nation of Change and Novelty: Radical Politics, Religion and Literature in Seventeenth-Century England (1990).
- The English Bible and the Seventeenth-Century Revolution (1993).

## Vida personal
Hill se casó con Inez Waugh (de soltera Bartlett) el 17 de enero de 1944. Inez Hill, que entonces tenía 23 años, era hija de un oficial del ejército, Gordon Bartlett, y exesposa de Ian Anthony Waugh. El matrimonio de los Hill se rompió después de diez años. Su única hija, Fanny, se ahogó mientras estaba de vacaciones en España en 1986.
La segunda esposa de Hill fue Bridget Irene Mason (de soltera Sutton), con quien se casó el 2 de enero de 1956. Ella era la exesposa de Stephen Mason, un compañero comunista e historiador. Su hija Kate murió en un accidente automovilístico en 1957. Tuvieron otros dos hijos: Andrew (nacido en 1958) y Dinah (nacida en 1960).
Hill, junto con Hobsbawm, fue espiado por el MI5 durante décadas. El MI5 descubrió que Abraham Lazarus, un líder activista comunista británico, confesó haber tenido una aventura con la primera esposa de Hill, Inez, en 1948.